# Танахмерах
Танахмерах (индон. Tanah Merah) — населенный пункт в индонезийской провинции Южное Папуа, административный центр округа Бовендигул, расположенный на реке Дигул в центре провинции. Город был основан как одна из исправительных колоний концентрационного лагеря Бовен-Дигул, в период, когда Индонезия была голландской колонией. Колония была построена после неудачного восстания коммунистов на Яве и Суматре 1926 года.
В городе проживают 941 человек (по переписи 2010 года).
В городе расположен аэропорт (ИАТА: TMH, ИКАО: WAKT). Регулярное авиасообщение (по одному рейсу в день) осуществляется с городами Мерауке и Джаяпура.

## Примечание
1. ↑  Индонезия : Общегеографическая карта : Масштаб 1:7 000 000 / ст. ред. Л. Н. Колосова; ред. Г. А. Скачкова. — 4-е изд. — М.: ГУГК, 1989. — (Страны мира «Азия»). — 2700 экз.
2. ↑  Антон Кротов, Даниил Насонов. Папуа-Новая Гвинея. Практический путеводитель: папуасы без прикрас. — Litres, 2017-09-05. — 398 с. — ISBN 9785040248407. Архивировано 9 августа 2018 года.
3. ↑  Институт востоковедения (Академия наук СССР). Последние колонии в Азии. — Изд-во восточной лит-ры, 1958. — 192 с. Архивировано 9 августа 2018 года.
4. ↑  Indonesian Independence Committee (Melbourne, Vic.) (1946), Dutch imperialism exposed : the green hell of Tanah Merrah, Indonesian Independence Committee, Дата обращения: 4 июня 2012 {{citation}}: Указан более чем один параметр |author1= and |last= (справка)
5. 1 2  Land of ghosts - Inside Indonesia. Inside Indonesia (англ.). Архивировано 8 августа 2018. Дата обращения: 7 августа 2018.
6. ↑  WAKT - Tanah Merah Airport | SkyVector (англ.). skyvector.com. Дата обращения: 6 августа 2018. Архивировано 25 октября 2020 года.